# Museu Nacional do Mar
O Museu Nacional do Mar é um museu brasileiro, localizado na cidade de São Francisco do Sul, em Santa Catarina.
O museu foi criado em 1993, com recursos do programa de investimentos estratégicos do governo do estado de Santa Catarina e da prefeitura municipal e com a permanente participação do IPHAN. O Museu Nacional do Mar nasceu com a revitalização dos grandes armazéns da empresa Hoepcke, abandonados há mais de vinte anos. O local, que abriga grande diversidade de embarcações brasileiras, foi revitalizado entre 2003 e 2004.
A finalidade do museu é valorizar a arte e o conhecimento dos homens que vivem no mar. São embarcações originais de todo o país, várias delas configurando alguns dos mais expressivos barcos tradicionais em todo o mundo. Jangadas, saveiros, canoas, cúteres, botes, traineiras e baleeiras são alguns deles. Organizado por temas, o Museu Nacional do Mar contextualiza história e uso das peças em exposição. Um exemplo disso é a sala da Amazônia, ambientada com um espelho d'água e decorada com vitórias-régias, peixes-boi e botos, ilustrando o cenário para as canoas indígenas daquela região.
São mais de sessenta barcos em tamanho natural e cerca de 200 peças de modelismo e artesanato naval, tudo identificado com textos e imagens explicativas. Também faz parte dessa nova versão do Museu Nacional do Mar a trilha sonora com músicas folclóricas das diversas regiões brasileiras e a música tema do museu, produzida especialmente para esta finalidade. São cerca de quinze salas temáticas, que ocupam os dois extensos conjuntos de galpões da antiga empresa Hoepcke. Em algumas salas foram montados dioramas - espécie de representação cênica onde podem ser observados o uso daquelas embarcações e o modo como os homens desempenhavam uma determinada atividade, como a pesca da baleia, por exemplo.
Atualmente sofre por falta de manutenção, com o acervo correndo risco iminente.

## Galeria de imagens

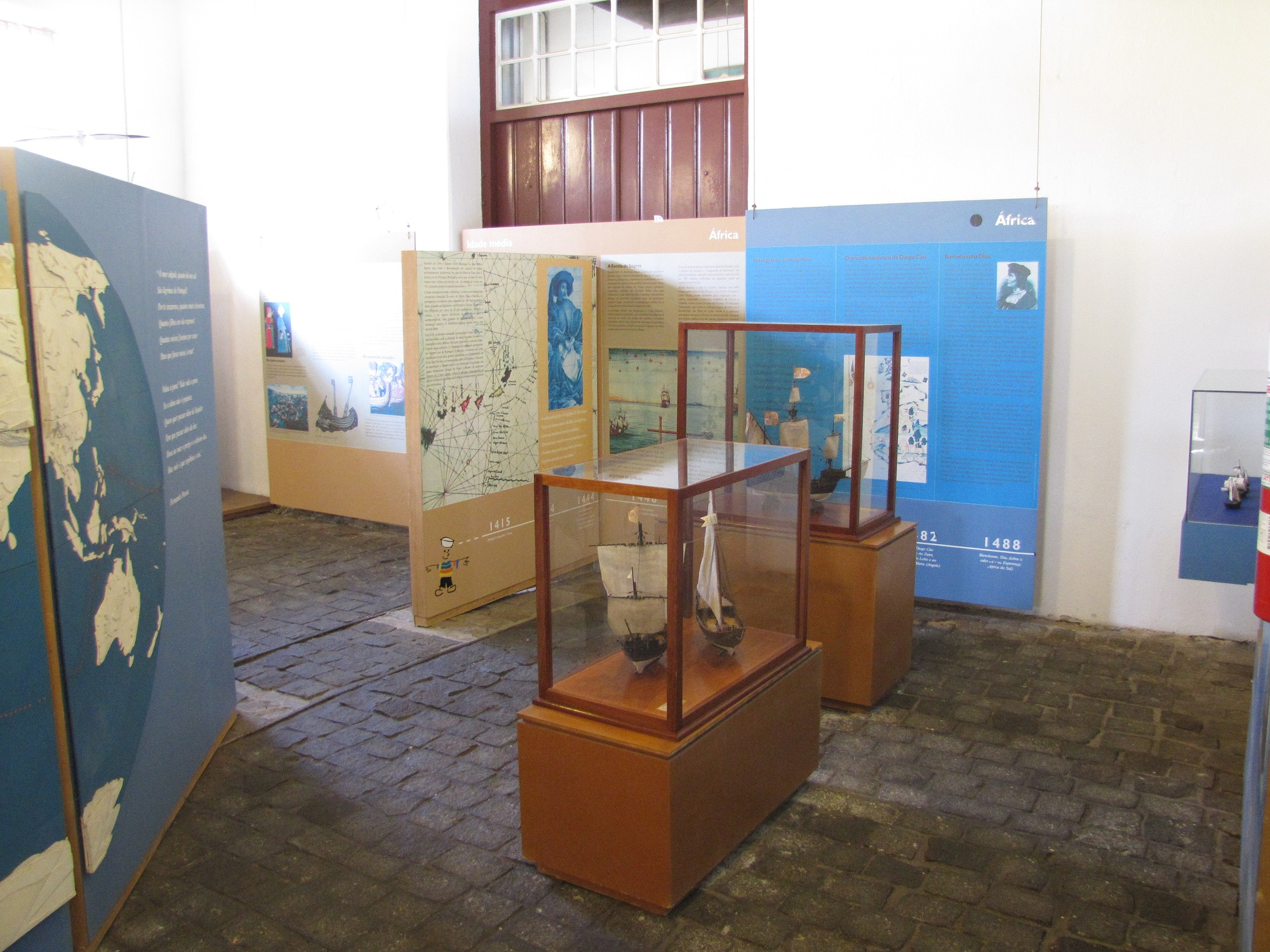
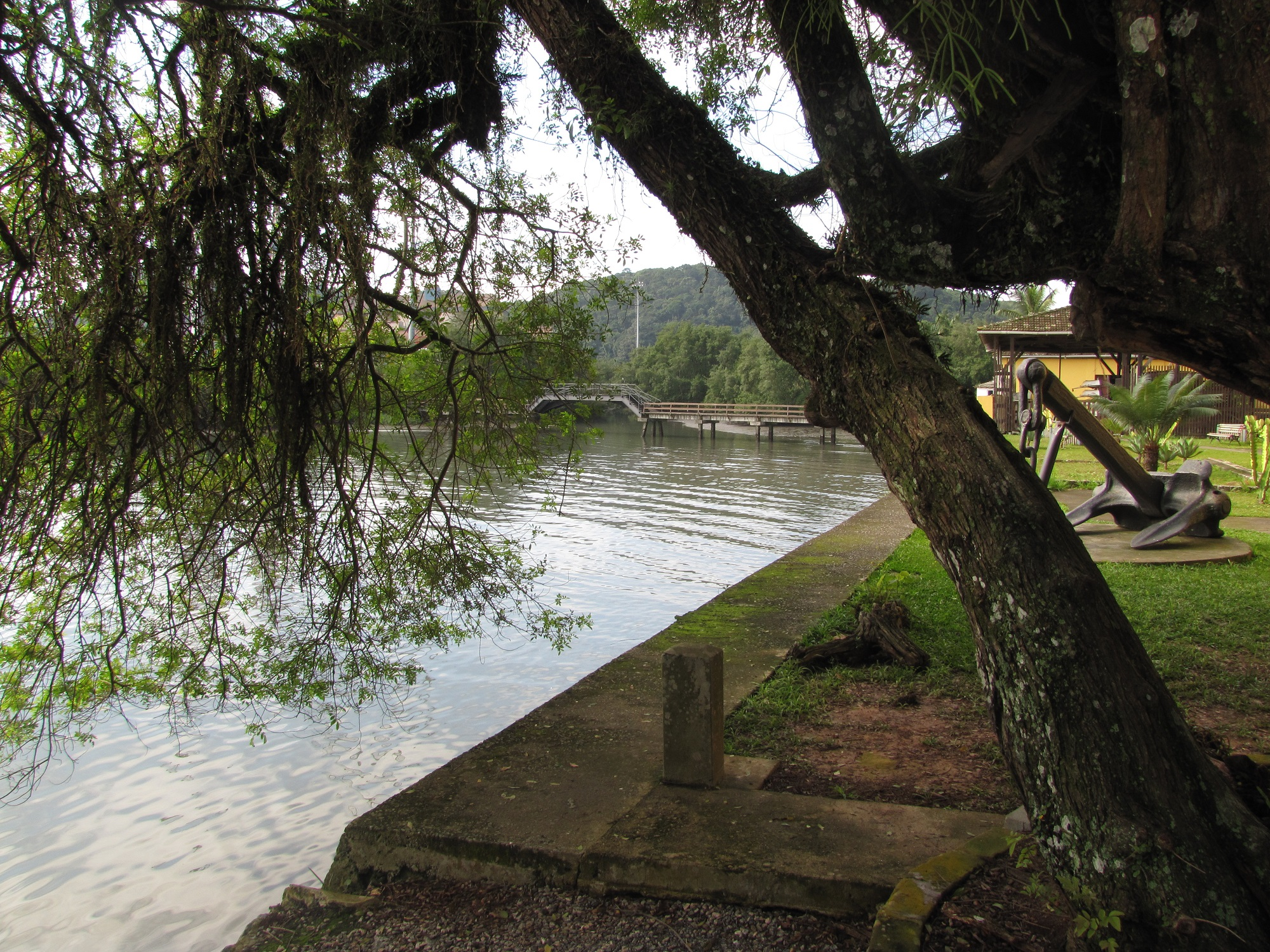
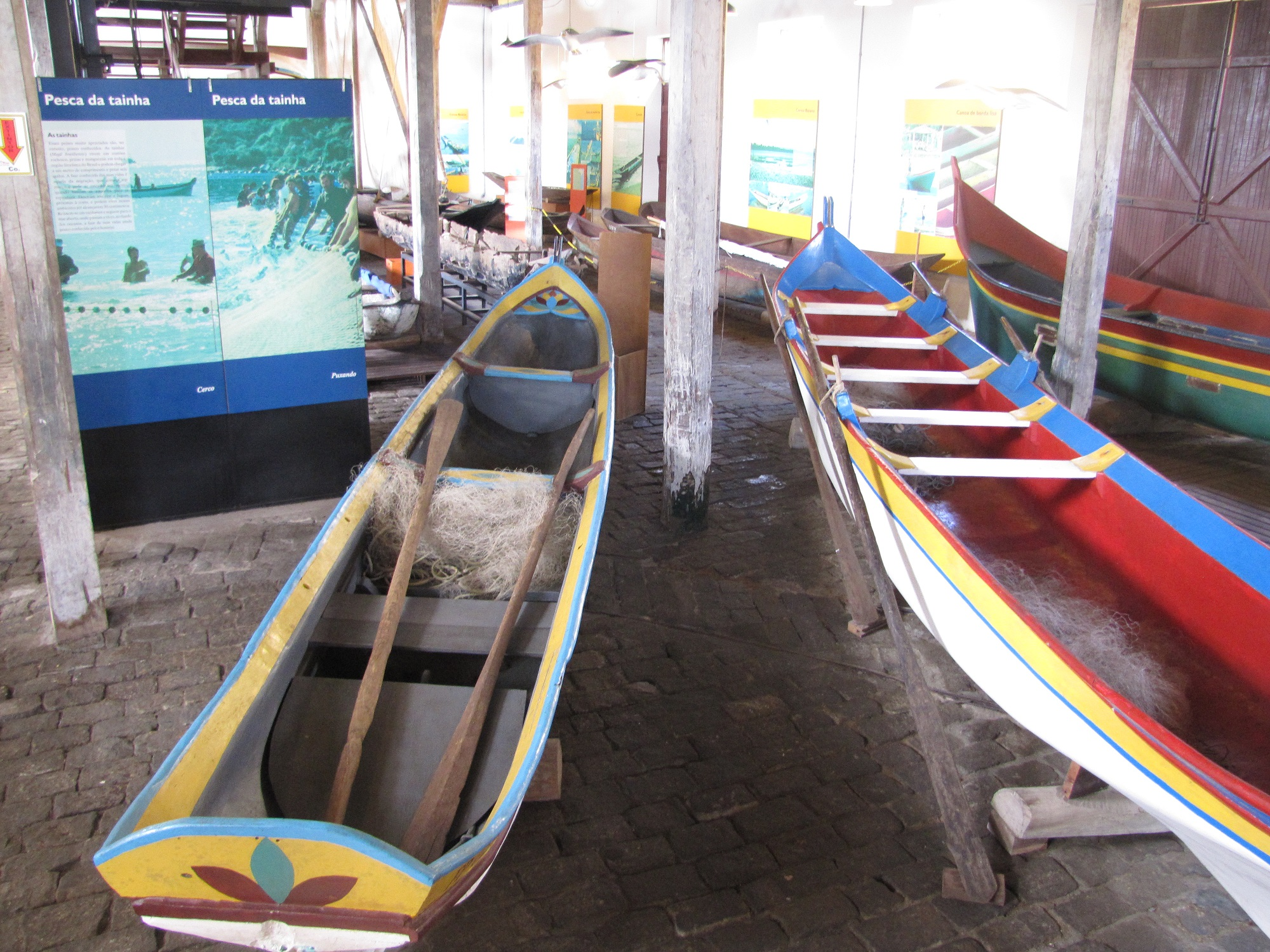
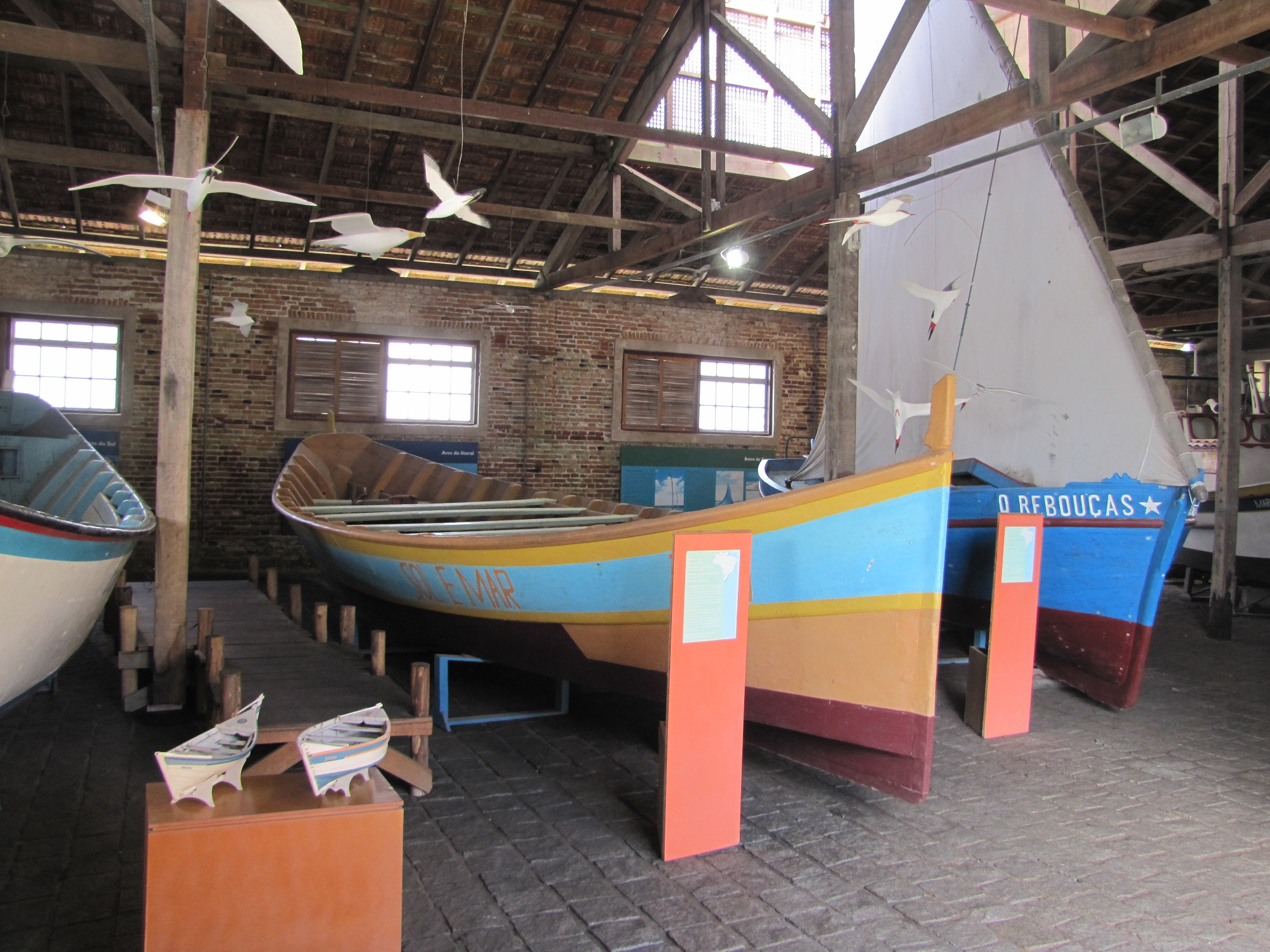
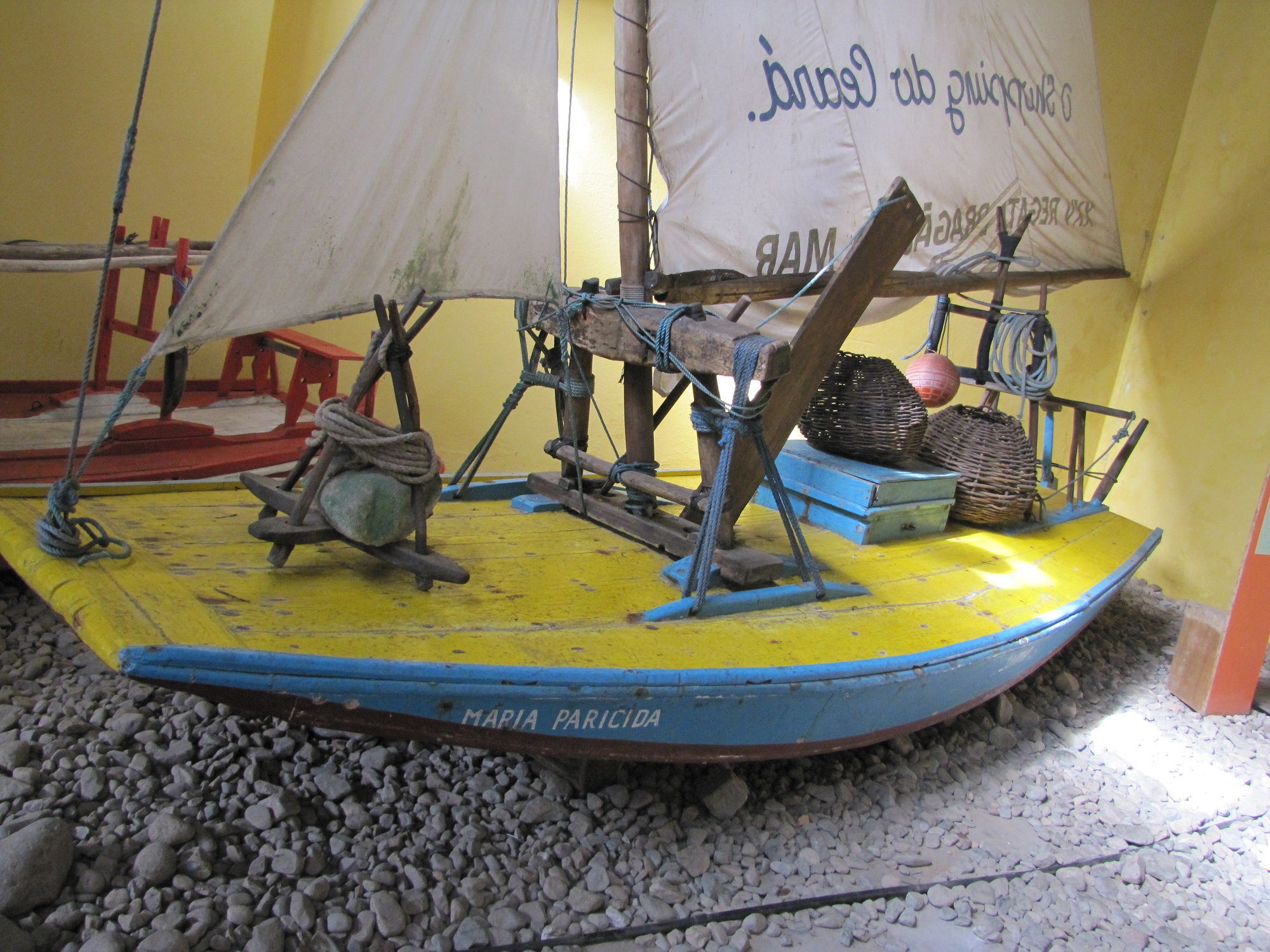
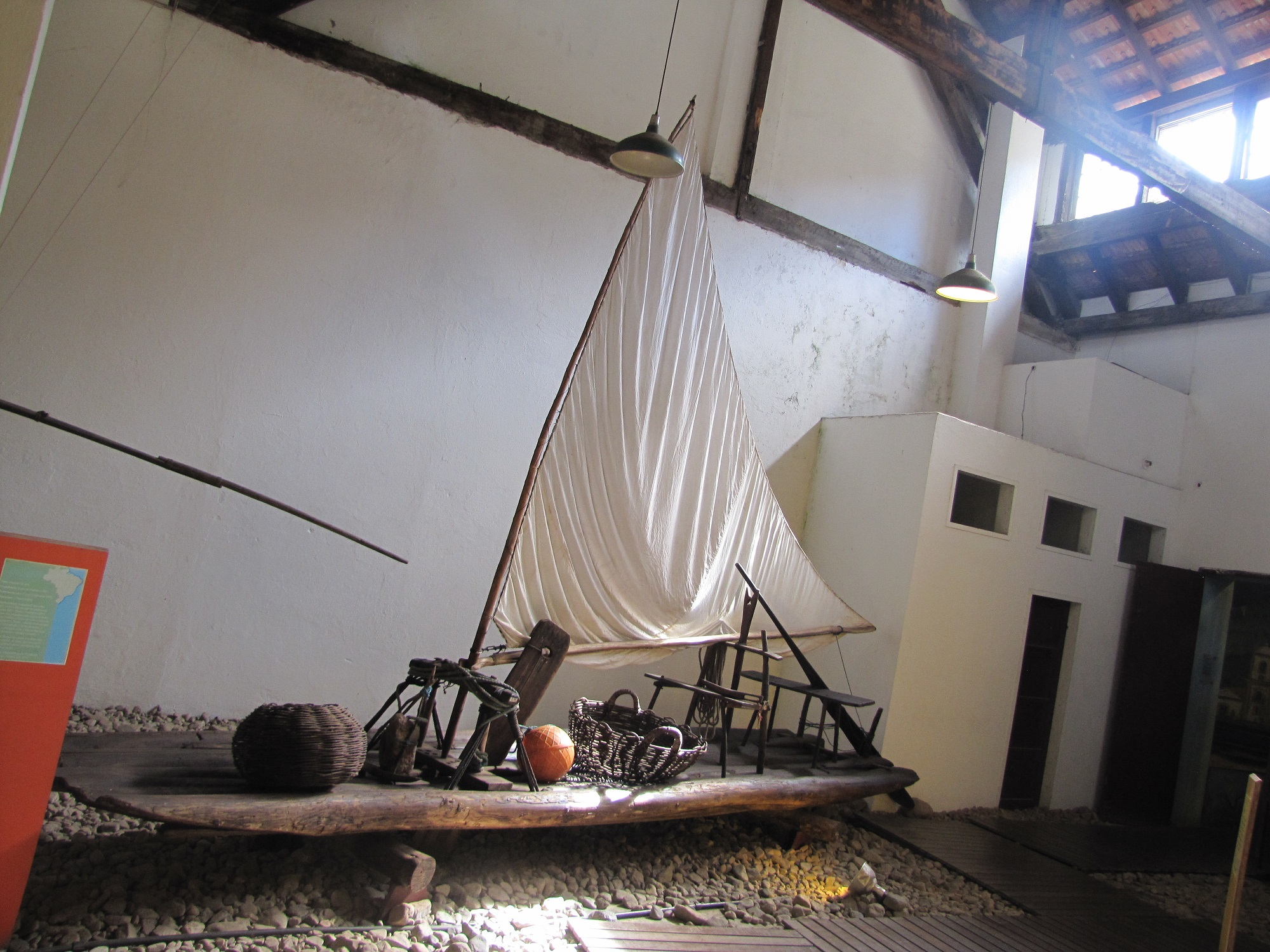
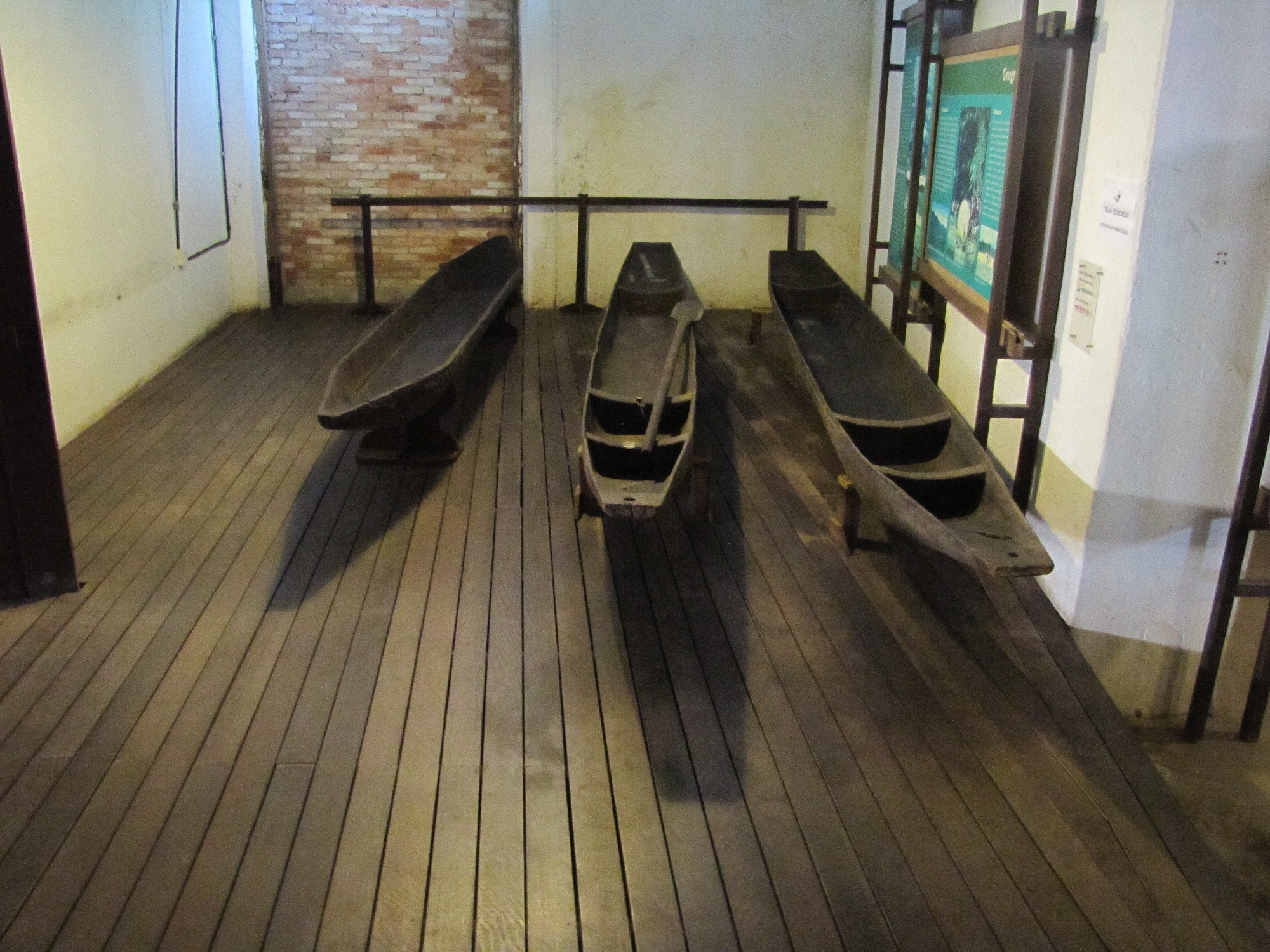
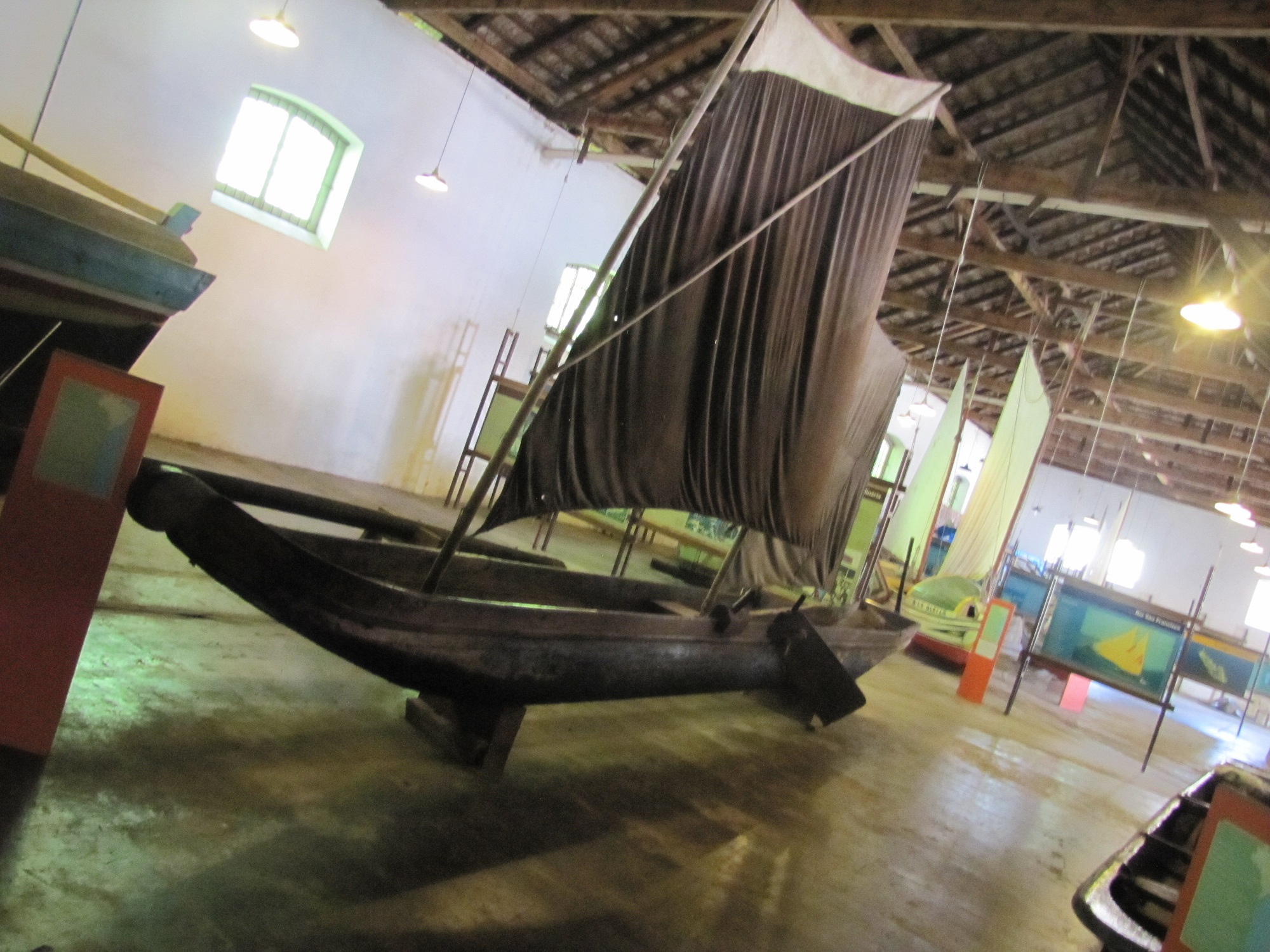
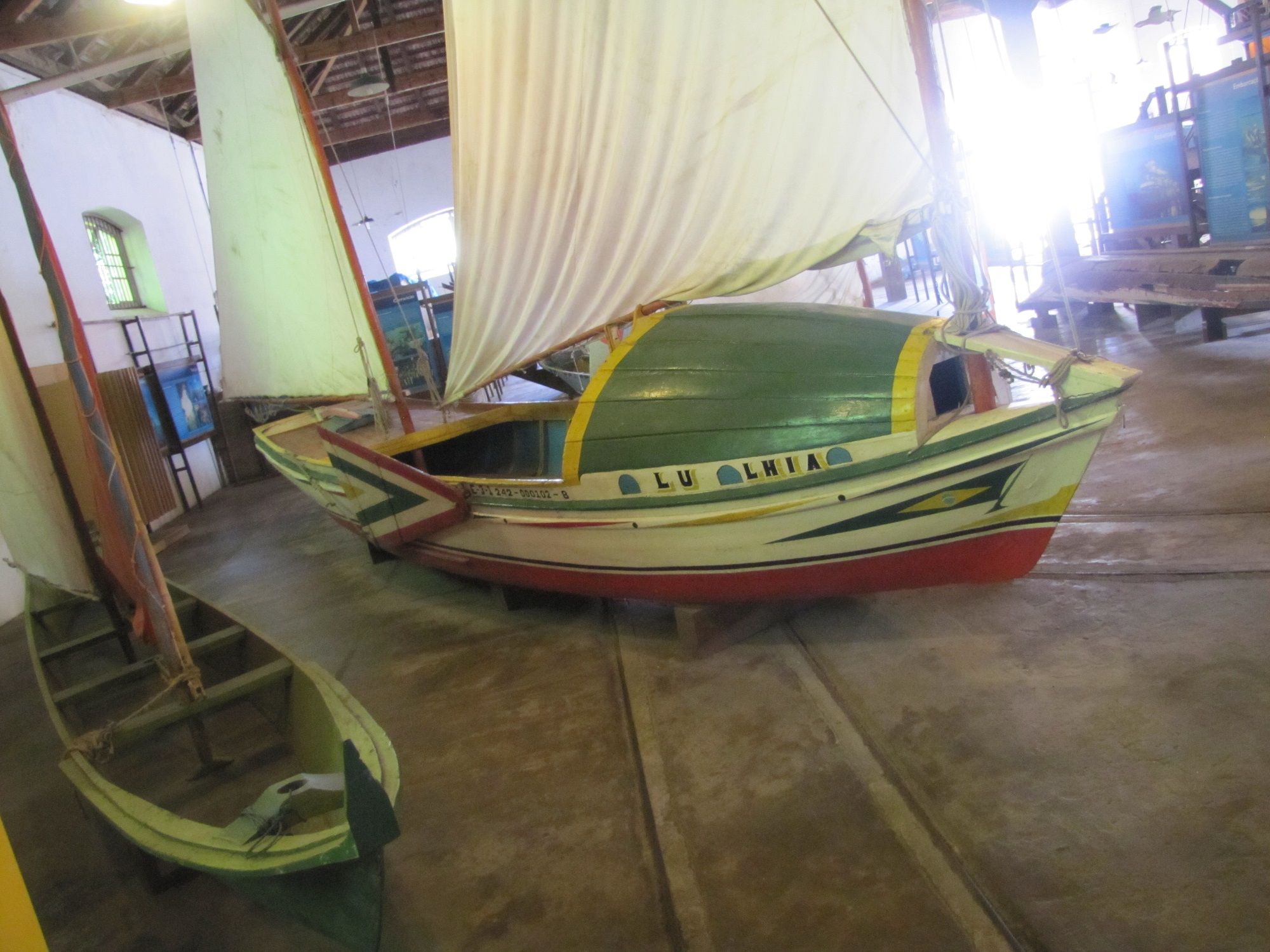
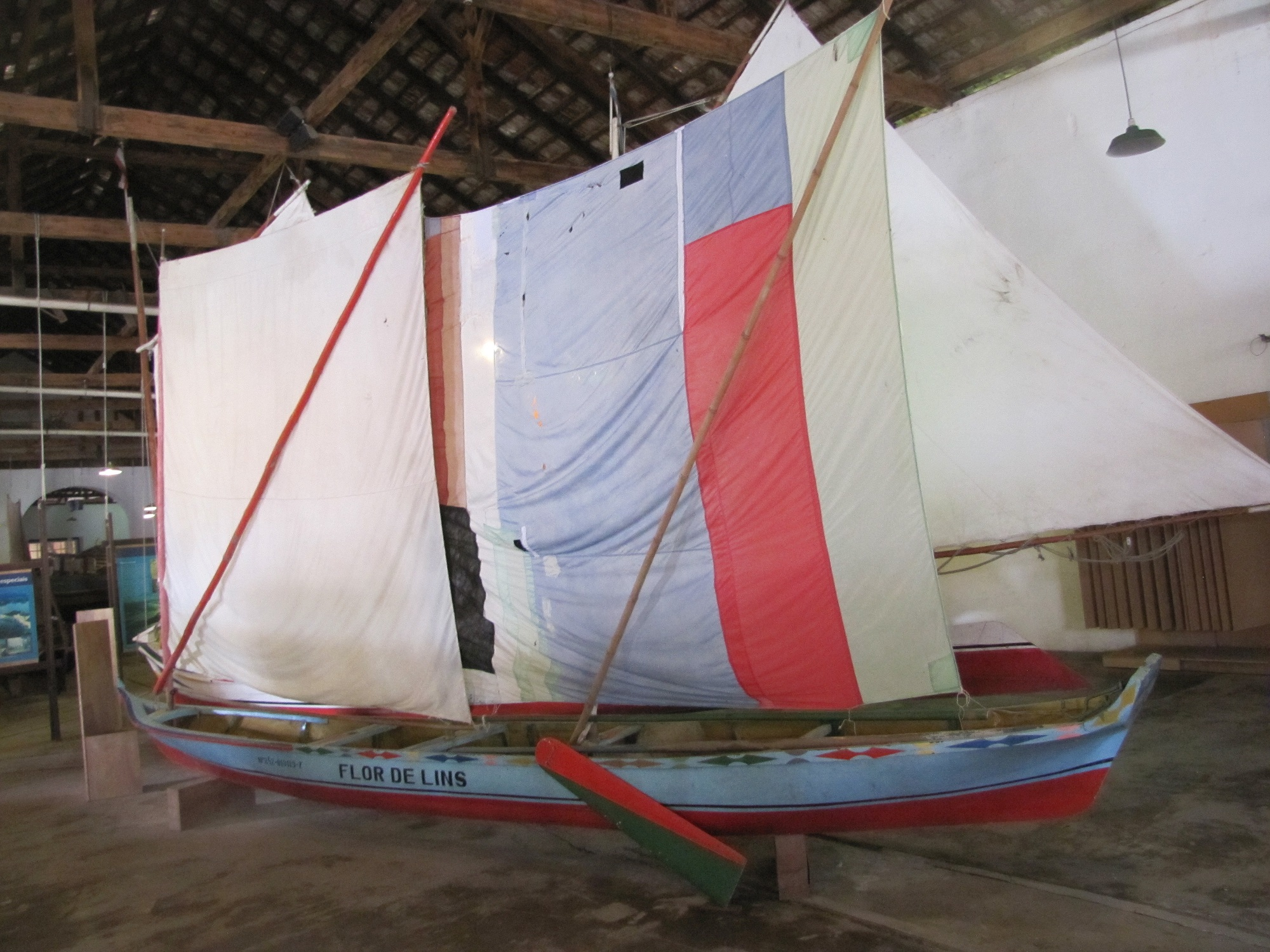
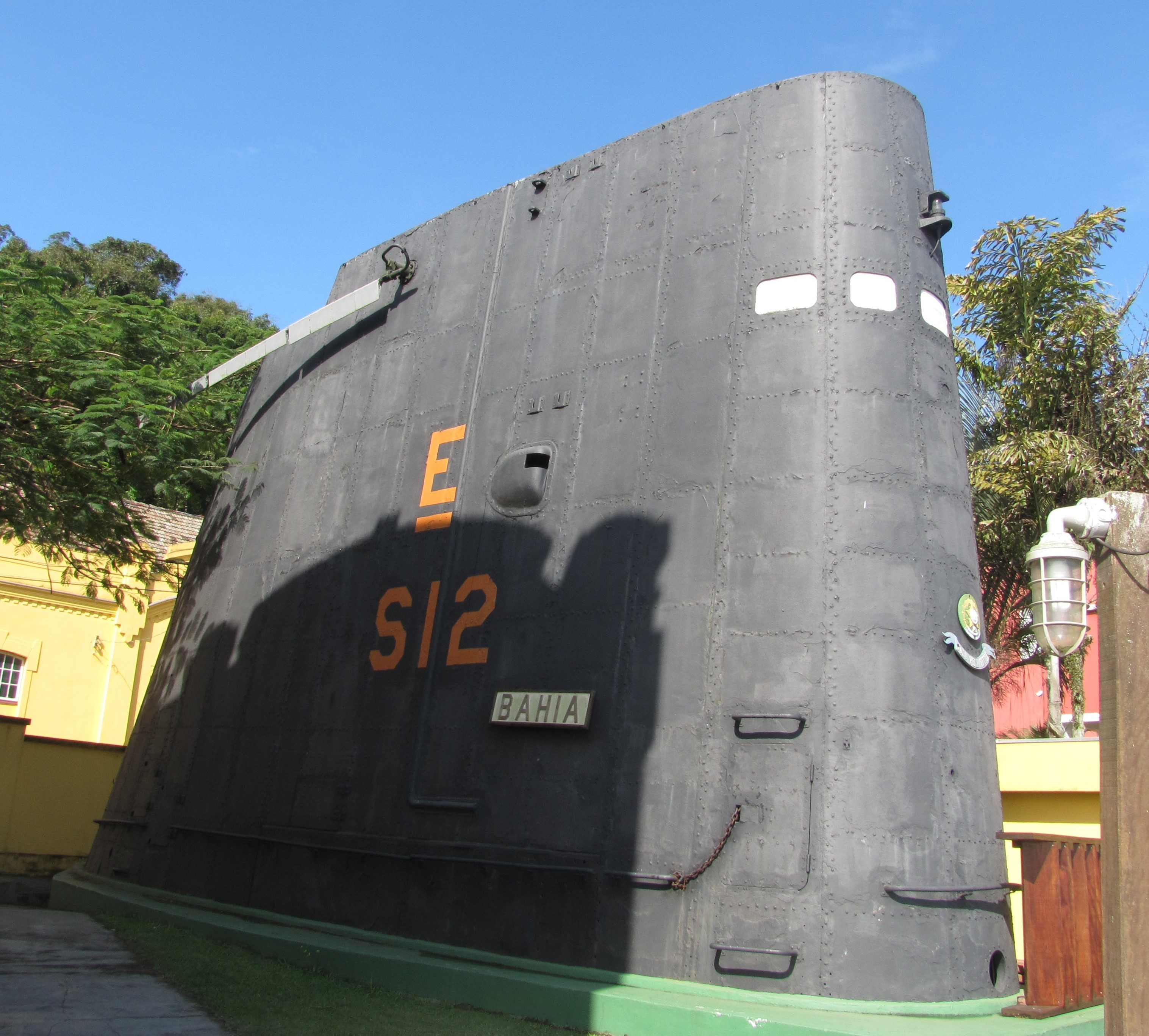
Vela do S-12, Bahia.